# Waldkirch, Tyskland
Waldkirch är en stad i Landkreis Emmendingen i regionen Südlicher Oberrhein i Regierungsbezirk Freiburg i förbundslandet Baden-Württemberg i Tyskland.
Staden ingår i kommunalförbundet Waldkirch tillsammans med  kommuneerna Gutach im Breisgau och Simonswald.